# Ernodea cokeri
Ernodea cokeri är en måreväxtart som beskrevs av Nathaniel Lord Britton och William Chambers Coker. Ernodea cokeri ingår i släktet Ernodea och familjen måreväxter.
Artens utbredningsområde är Bahamas. Inga underarter finns listade i Catalogue of Life.